# Ruchy izostatyczne

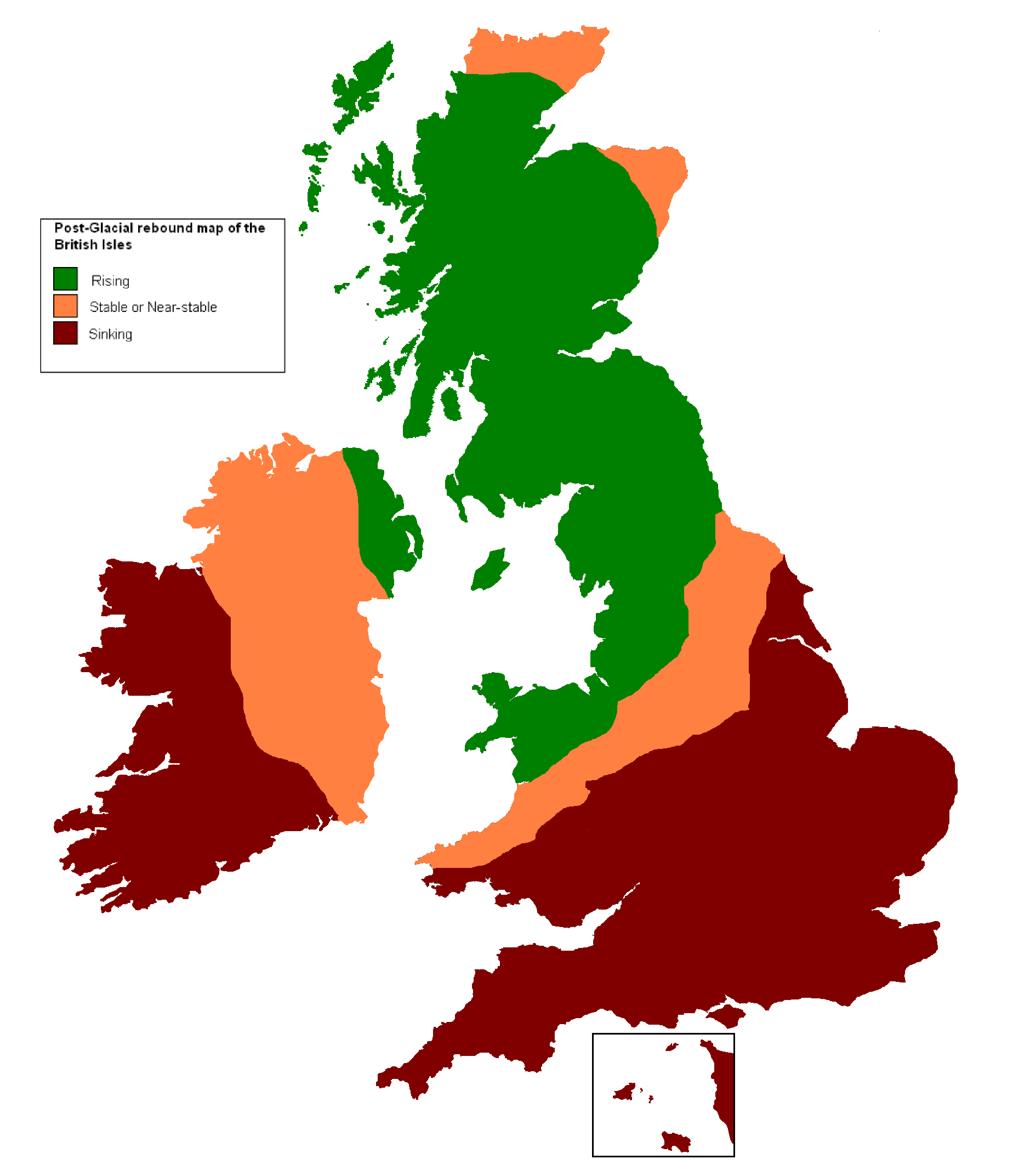
Ruchy izostatyczne na przykładzie Wysp Brytyjskich. Wypiętrzające się po odciążeniu z lądolodu tereny na zielono, pozostające constans na pomarańczowo, opadające z wcześniejszego wypiętrzenia powodowanego naciskiem lądolodu na bordowo

Ruchy izostatyczne dotyczą pionowego ruchu płyt litosfery lub ich części. Powstają w wyniku zaburzenia równowagi izostatycznej spowodowanej przez zmiany obciążenia skorupy ziemskiej, np. przez lądolód. Skorupa, dążąc do równowagi, wykonuje pionowe ruchy względem leżących obok siebie mas. Teoria izostazji została wprowadzona pod koniec XIX wieku przez amerykańskiego geofizyka C.E. Duttona.
Z rozmieszczeniem, a głównie rozpłaszczeniem kontynentów związane były również wyższe geologicznie poziomy mórz i oceanów. Im bardziej lądy są wypiętrzone, tym niższy jest poziom oceanu. Kontynenty co najmniej dwa razy zebrały się razem i podzieliły.
Ruchy izostatyczne są powodowane przyczynami zewnętrznymi, które doprowadzają do zaburzenia równowagi izostatycznej, w jakiej znajduje się sztywna litosfera unosząc się na plastycznej astenosferze. Do takich przyczyn możemy zaliczyć rozwój i zanik lądolodów, akumulację osadów w zbiornikach oceanicznych.
Podnoszeniu ulegają:
- Skandynawia - 250 metrów w ciągu 10 000 lat,
- północna Syberia,
- północne krańce Północnej Ameryki,
- Szkocja.

Obniżeniu:
- Portugalia,
- Holandia,
- południowe wybrzeża Brytanii, gdzie rozważa się budowę tamy zapobiegającej powodziom nad Tamizą.

Są dwa mechanizmy ruchu płyt:
1. Ruchy pionowe.
2. Przechylanie. Jeżeli płyta tektoniczna była obciążona tylko z jednej, na półkuli północnej, północnej strony to oprócz jej zagłębienia płyta uległa także pochyleniu. Ciężar lodowca powodował podniesienie przeciwległego tu południowego brzegu. Po stopieniu lodu przechylenie odwraca się powodując zagłębienie się wypiętrzonych obszarów.

Zakres ruchów izostatycznych zbadany dla okolic Wielkich Jezior Ameryki Północnej wynosi więcej niż 200 m. Przy czym obszar tych jezior znajdował się prawie na linii pomiędzy podnoszącym się a opadającym terenem, więc na krańcach płyty zasięg zmian powinien być większy.